# Мажирина, Анна Александровна
А́нна Алекса́ндровна Мажи́рина (род. 28 марта 1983 года в Москве) — российская бильярдистка, снукеристка и пулистка. Двукратная чемпионка мира по русскому бильярду в 2005 и 2006 годах («американка») и финалистка чемпионата Европы по снукеру 2009 года. Заслуженный мастер спорта Российской Федерации.

## Биография и карьера
Начала играть в бильярд в 14 лет. Уже в 16 Анна стала бронзовой призёркой чемпионата России, а в 2001 году впервые победила на этом турнире.
В 2003 году заняла третье место на чемпионате Европы, а в 2004 и 2005 годах становилась победительницей этого соревнования. С 2005 по 2006 годы была чемпионкой мира.
В 2007 году Анна начала играть на крупных снукерных турнирах (хотя эта игра, по её словам, очень нравилась ей и раньше) и из-за этого пропустила очередной чемпионат мира по русскому бильярду. Примерно в то же время на высоком уровне начала играть и в пул. В 2008 и 2009 годах Мажирина занимала на чемпионатах Европы по снукеру 3 и 2 места соответственно. Ранее Анна Мажирина стала заслуженным мастером спорта России (она стала первым на то время игроком в бильярд, получившим такое звание). Мажирина — ведущий игрок женской сборной России как в русском бильярде, так и в снукере.
После того как Анна завоевала свои первые медали на чемпионате Европы по пулу 2011 года было установлено уникальное достижение — одна спортсменка стала призёром континентальных первенств по трем кардинально отличающимся видам бильярдного спорта.
В 2012 году Анна заняла 3 место на этапе Евротура по пулу-девятке. В 2013 году были выиграны 2 турнира Евротура: Кубок Арденн (Люксембург) и Аустриа оупен (Санкт-Иоганн). Причём в последнем турнире в финале со счётом 7-4 была обыграна чемпионка мира по десятке 2010 года и 18-кратная чемпионка Европы Ясмин Оушан (Австрия) (которую она уже обыгрывала в стрейт на чемпионате Европы-2012).

## Достижения на мировых и континентальных чемпионатах

### Русский бильярд (американка)
- Чемпионат мира 1 место — 2005, 2006;
- Чемпионат Европы 1 место — 2004, 2005;
- Чемпионат Европы 2 место — 2003;
- Чемпионат Европы 3 место — 2006.

### Снукер
- Чемпионат Европы 2 место (личное первенство) — 2009;
- Чемпионат Европы 2 место (командное первенство) — 2009;
- Чемпионат Европы 3 место (личное первенство) — 2007, 2010.

### Пул
- Чемпионат Европы 2 место (стрейт) — 2012;
- Чемпионат Европы 3 место (десятка) — 2011, 2012;
- Чемпионат Европы 3 место (стрейт) — 2011.